# Feldkirchen (Niederbayern)

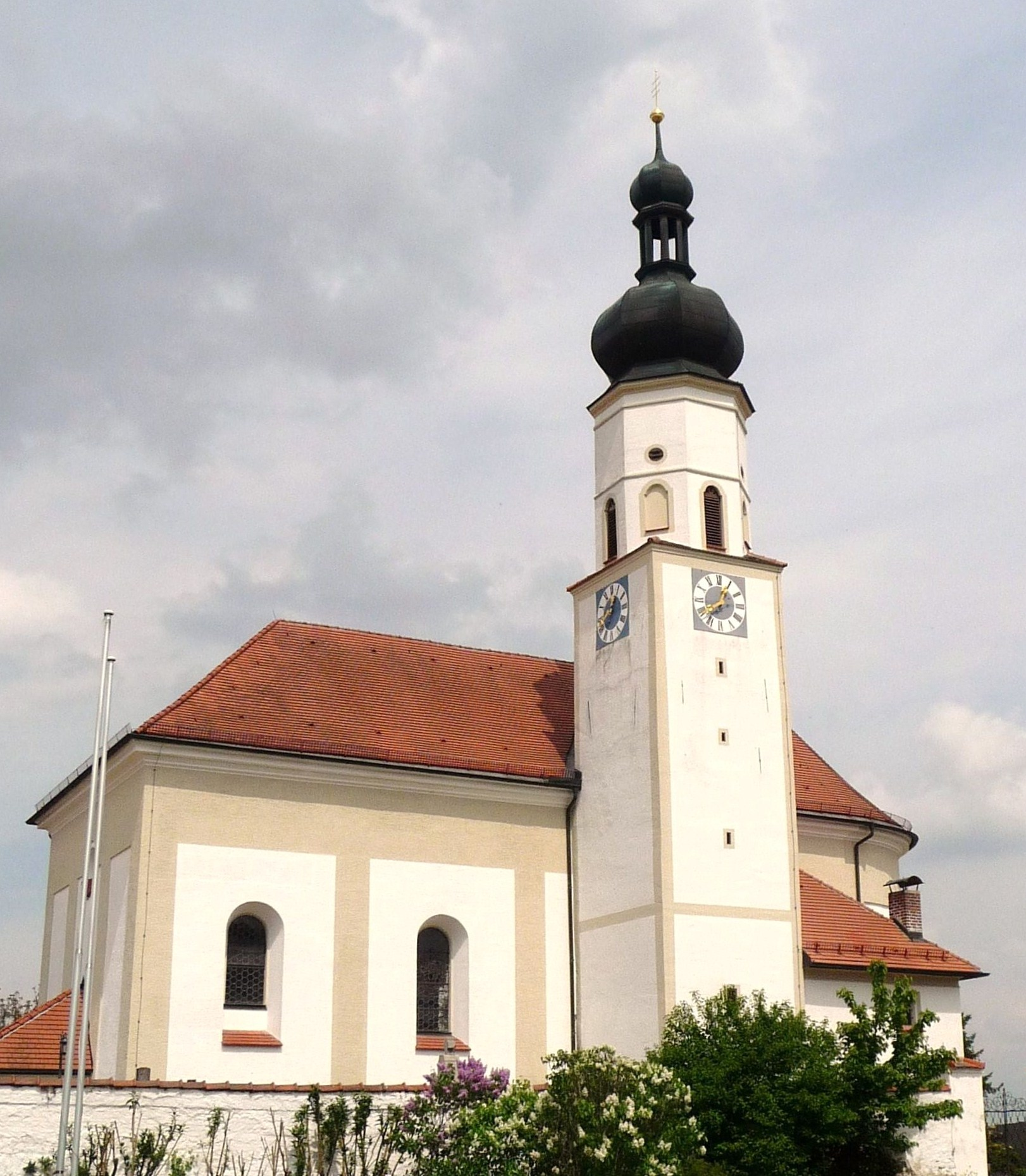
Die Pfarrkirche St. Laurentius

Feldkirchen ist eine Gemeinde im niederbayerischen Landkreis Straubing-Bogen.

## Geografie
Die Gemeinde liegt in der Region Donau-Wald.

### Gemeindegliederung
Es gibt 16 Gemeindeteile (in Klammern ist der Siedlungstyp angegeben):
- Aign (Einöde)
- Au (Weiler)
- Bärnzahn (Einöde)
- Ehethal (Einöde)
- Feldkirchen (Pfarrdorf)
- Gundhöring (Kirchdorf)
- Hierlbach (Weiler)
- Hirschkofen (Kirchdorf)
- Innerhienthal (Weiler)
- Lindloh (Weiler)
- Mitterharthausen (Dorf)
- Neufang (Einöde)
- Opperkofen (Kirchdorf)
- Saulbach (Einöde)
- Waashof
- Weiling (Weiler)

Es gibt die Gemarkungen Feldkirchen und Mitterharthausen.

## Geschichte

### Bis zur Gemeindegründung
Feldkirchen gehörte zum Rentamt Landshut und zum Landgericht Dingolfing des Kurfürstentums Bayern. Im Zuge der Verwaltungsreformen in Bayern entstand mit dem Gemeindeedikt von 1818 die heutige Gemeinde.

### 20. Jahrhundert
Zur Vorbereitung auf den geplanten Krieg errichtete die Wehrmacht nach 1936 den Fliegerhorst Straubing-Mitterharthausen. Dafür wurde Grundbesitz des jüdischen Vieh- und Großhändlers Otto Selz enteignet. Selz hatte vor 1933 erfolgreich einen Prozess gegen den Antisemiten Julius Streicher und sein Hetzblatt Der Stürmer geführt. SA-Männer verschleppten ihn im März 1933 in einen Wald und ermordeten ihn. Der Fall kam auch nach 1945 nie vor Gericht.
Beim Bau der Startbahnen und zur Trümmerbeseitigung wurden zahlreiche Häftlinge aus den KZ Flossenbürg und KZ Dachau eingesetzt, die in mehreren Arbeitslagern interniert waren. Bei Kriegsende berührte einer der Todesmärsche, bei dem viele Häftlinge umgebracht wurden oder an Erschöpfung starben, auch Feldkirchen. An neun Opfer dieser Zwangsarbeit erinnert ein Gedenkstein an einer Straßenkreuzung, wo ein Wegweiser zur Kaserne weist.
Die Militäranlage wurde nach dem Krieg zunächst als Mansfield Barracks durch die US-Streitkräfte genutzt, Mitte der 1960er Jahre an die Bundeswehr übergeben und heißt heute Gäubodenkaserne.
In den Jahren 1986 bis 1997 wurde eine Dorferneuerung durchgeführt.

### Eingemeindungen
Im Zuge der Gebietsreform in Bayern wurde am 1. Mai 1978 die Gemeinde Mitterharthausen (ohne den Gemeindeteil Mitterast) eingegliedert. 1982 wurde Saulbach aus der Gemeinde Leiblfing in die Gemeinde Feldkirchen umgegliedert.

### Einwohnerentwicklung
- 1961: 1093 Einwohner
- 1970: 1833 Einwohner
- 1987: 1632 Einwohner
- 1991: 1702 Einwohner
- 1995: 1884 Einwohner
- 2000: 1906 Einwohner
- 2005: 1936 Einwohner
- 2010: 1989 Einwohner
- 2015: 1981 Einwohner
- 2021: 2038 Einwohner

## Politik

### Gemeinderat
Die Gemeinderatswahl 2020 führte zu folgender Sitzverteilung:
- CSU: 8 Sitze
- SPD/ÜPWG: 4 Sitze

### Bürgermeisterin
Ehrenamtliche Erste Bürgermeisterin ist Barbara Unger (CSU). Diese ist seit 1. Mai 2008 im Amt. Bei der Bürgermeisterwahl 2020 wurde sie mit 70,8 % bestätigt.

### Wappen
| Wappen von Feldkirchen (Niederbayern) | Blasonierung: „In Rot ein mit fünf goldenen Ähren bestecktes Rad, darüber rechts ein Schildchen mit den bayerischen Rauten, links ein silbernes Schildchen, darin eine schwarze Pflugschar.“ |
| Wappen von Feldkirchen (Niederbayern) | Wappenbegründung: Die fünf Ähren am Rad stehen für die fünf Gemeindeteile Feldkirchen, Gundhöring, Hirschkofen, Mitterharthausen und Opperkofen und unterstreichen zugleich die landwirtschaftliche Prägung des Gemeindegebiets. Die zwei Schildchen mit den bayerischen Rauten und der Pflugschar spielen auf das Straubinger Stadtwappen (mit zwei Rautenschildchen und einem Pflug) an, weil dorthin enge grundherrschaftliche Verbindungen bestanden, etwa zum Bürgerspital, zur Priesterbruderschaft und zum Karmelitenkloster. Dieses Wappen wird seit 1982 geführt. |

## Wirtschaft und Infrastruktur

### Wirtschaft einschließlich Land- und Forstwirtschaft
Wirtschaftlich bedeutend ist die Gäubodenkaserne der Bundeswehr (Nutzer: Sanitätslehrregiment, Sanitätszentrum Feldkirchen sowie Zentrum für Einsatzausbildung und Übungen des Sanitätsdienstes der Bundeswehr) in Mitterharthausen.
Es gab im Jahr 2020 nach der amtlichen Statistik 200 sozialversicherungspflichtig Beschäftigte am Arbeitsort. Sozialversicherungspflichtig Beschäftigte am Wohnort gab es insgesamt 769. Im verarbeitenden Gewerbe gab es keine, im Bauhauptgewerbe drei Betriebe. Zudem bestanden im Jahr 2016 39 landwirtschaftliche Betriebe mit einer landwirtschaftlich genutzten Fläche von 1559 ha, davon waren 1554 ha Ackerfläche.

### Bildung
Es gibt folgende Einrichtungen (Stand 2021):
- eine Kindertageseinrichtung: 154 genehmigte plätze mit 168 betreuten Kindern
- Grundschule Feldkirchen mit fünf hauptamtlichen Lehrkräften und 97 Schülern[11]

## Persönlichkeiten
- Johann Ernst (1905–1971), Politiker (BP)
- Zeta Wagner (1907–1943), Steyler Missionsschwester und Märtyrin